# أوسكار إسحاق
أوسكار إسحاق (بالإنجليزية: Oscar Isaac)‏ مواليد 9 مارس 1979 في غواتيمالا، هو ممثل غواتيمالاي بدأ مسيرته الفنية عام 2002.

## روابط خارجية
- أوسكار إسحاق على موقع IMDb (الإنجليزية)
- أوسكار إسحاق على موقع ميتاكريتيك (الإنجليزية)
- أوسكار إسحاق على موقع روتن توميتوز (الإنجليزية)
- أوسكار إسحاق على موقع مونزينجر (الألمانية)
- أوسكار إسحاق على موقع قاعدة بيانات الأفلام العربية
- أوسكار إسحاق على موقع قاعدة بيانات الأفلام العربية
- أوسكار إسحاق على موقع ألو سيني (الفرنسية)
- أوسكار إسحاق على موقع ميوزك برينز (الإنجليزية)
- أوسكار إسحاق على موقع أول موفي (الإنجليزية)
- أوسكار إسحاق على موقع بوكس أوفيس موجو (الإنجليزية)